# ミステルバッハ (オーバーフランケン)
ミステルバッハ (ドイツ語: Mistelbach) はドイツ連邦共和国バイエルン州オーバーフランケン行政管区バイロイト郡に属す町村（以下、本項では便宜上「町」と記述する）で、ミステルバッハ行政共同体の本部所在地である。この町は、バイロイトから約7kmの場所に位置する。

## 地理

### 自治体の構成
この町は、公式には6つの地区 (Ort) からなる。このうち小集落や孤立農場などを除く集落は、首邑のミステルバッハのみである。

### 川
- ミステルバッハ川

## 歴史
ミステルバッハは、1125年5月4日に初めて文献に現れる。1321年からは帝国騎士一門ミステルバッハ家の所領となるが、この一門は1563年に断絶した。1792年からプロイセンのバイロイト侯領の一部となったミステルバッハは、ティルジットの和約により1807年にフランス領となり、1810年バイエルン王国領となった。

### 人口推移
この地域の人口は、1970年 1,340人、1987年 1,502人、2000年 1,545人であった。

## 行政
町長は、マティアス・マン (SPD) である。

### 議会
ミステルバッハの町議会は12議席からなる。

### 紋章
赤地に、2本の十字に組み合わせた銀色の小刀が、金色の鋸歯状の帯の下に描かれている。
赤地に金帯はかつてこの地域を所領としたブランデンブルク＝バイロイト辺境伯に由来する。銀の小刀は、聖バルトマイを象徴する。

## 文化と見所

### 建造物
- 聖バルトロマイ教会
- バイエルン辺境伯の狩り場

### スポーツ
- TSVミステルバッハ、5つの少年少女サッカー、2つのシニア・サッカー、1つの成人サッカー・チーム、女子体操、テニス、2つの卓球チーム、演劇部門、スキー部門から成る。

## 出身者
- フリードリヒ・ヴィルヘルム・ハーゲン （1767年3月31日 - 1837年4月27日）作家、牧師

## 引用
1. ↑  https://www.statistikdaten.bayern.de/genesis/online?operation=result&code=12411-003r&leerzeilen=false&language=de Genesis-Online-Datenbank des Bayerischen Landesamtes für Statistik Tabelle 12411-003r Fortschreibung des Bevölkerungsstandes: Gemeinden, Stichtag (Einwohnerzahlen auf Grundlage des Zensus 2011)
2. ↑  Bayerische Landesbibliothek Online